# Liste literarischer Werke zum Ersten Weltkrieg
Diese Liste enthält belletristische Werke  (also keine Fachliteratur), die den Ersten Weltkrieg zum Thema haben oder von ihm wesentlich beeinflusst sind. Sie ist nach Genres geordnet. Siehe auch Antikriegsliteratur über den Ersten Weltkrieg.

## Romane, Erzählungen, Essays

### A
- Richard Aldington
  - Death of a Hero (deutsch: Heldentod), 1929.

### B
- Henri Barbusse
  - Le Feu (deutsch: Das Feuer), 1916.
- Philippe Barrès
  - La Guerre à vingt ans, 1924
- Louis Barthas
  - Les carnets de guerre de Louis Barthas, tonnelier, 1914–1918, postum veröffentlicht 1977
- Max Biber
  - Der Herrgott im Schützengraben und andere Geschichten aus dem großen Kriege, Verlag Kanisiuswerk, Konstanz 1924.
  - In Flandern reitet der Tod. Aus d. Erlebnissen eines Kriegsfreiwilligen, Butzon & Bercker, Kevelaer 1932.
  - Von Gas, Granaten und Soldaten. Kriegserlebnisse des Unteroffiziers Maier, Würzburg, 1930.
- Wulf Bley
  - Vier über dem Feind. Fliegererlebnisse aus dem Weltkrieg, Union, Stuttgart/Berlin/Leipzig 1935.
- Edmund Blunden
  - The Shepherd and Other Poems of Peace and War, 1922.
  - Undertones of War, 1928
  - War Poets 1914–1918, 1958
- Artur Brausewetter
  - Wer die Heimat liebt wie Du, Westermann, Braunschweig 1916.
  - Die große Liebe, Reclam, Leipzig 1918.
- Vera Brittain
  - Testament of Youth, Victor Gollancz, London 1933.
- William Boyd
  - Zum Nachtisch Krieg, Rowohlt, Reinbek bei Hamburg 1986 (engl. Originaltitel: An Ice-Cream War, Hamish Hamilton, London 1982).
- Hermann Broch
  - Der Schlafwandler. 1931/32.
- Rupert Brooke
  - Kriegssonette

### C
- Alex Capus
  - Eine Frage der Zeit. Albrecht Knaus, München 2007.
- Hans Carossa
  - Rumänisches Tagebuch. Insel-Verlag, Leipzig 1924.
- Louis-Ferdinand Céline
  - Voyage au bout de la nuit, 1932, dt. unter dem Titel Reise ans Ende der Nacht, 1932.
- Blaise Cendrars
  - J'ai tué, 1918.
  - J'ai saigné
  - La main coupée, 1946, dt. Die rote Lilie, 2002.
- Gabriel Chevallier
  - La Peur (frz. EA 1930, dt. Heldenangst, 2010).
- Franz Theodor Csokor
  - 3. November 1918. 1936.
- E. E. Cummings
  - The Enormous Room (engl. EA 1922, dt. Der ungeheure Raum).

### D
- Roland Dorgelès
  - Les Croix de bois (frz. EA 1919, dt. Die hölzernen Kreuze).
- John Dos Passos
  - Three Soldiers (engl. EA 1921, dt. 1922: Drei Soldaten).
- Pierre Drieu la Rochelle
  - La Comédie de Charleroi, 1934
- Georges Duhamel
  - Vie des martyrs (1917) et Civilisation (1918), Les Sept Dernières Plaies (1928)
- Erik Durschmied
  - Totentanz am Col di Lana (dt. 2017)

### E
- Ilja Ehrenburg
  - Die ungewöhnlichen Abenteuer des Julio Jurenito, 1922
- Paul Coelestin Ettighoffer
  - Der Zug der Letzten, ca. 1930
  - Gespenster am Toten Mann, 1931
  - Sturm 1918. Sieben Tage deutsches Schicksal, 1938
  - Verdun. Das große Gericht, 1936

### F
- Hans Fallada
  - Der eiserne Gustav, 1938.
- Sebastian Faulks
  - Birdsong, 1993 (dt. Gesang vom großen Feuer, 1997)
- Timothy Findley
  - The Wars (engl. EA 1977, dt. Der Krieg und die Kröte).
- Walter Flex
  - Der Wanderer zwischen beiden Welten, 1917.
- Ken Follett
  - Sturz der Titanen (Original: Fall of Giants), 2010.
- Ford Madox Ford
  - Parade’s End, Roman-Tetralogie, 1924–1928.
  - The Good Soldier (1915), dt. 1962: Die allertraurigste Geschichte
- Cecil Scott Forester
  - Ein General (The General), 1936.
- Leonhard Frank
  - Der Mensch ist gut. 1919.
- Rudolf Frank
  - Der Junge, der seinen Geburtstag vergaß, ein Roman gegen den Krieg (EA 1931 als Der Schädel des Negerhäuptlings Makau).
- Ernst Friedrich
  - Krieg dem Kriege, 1924.
- Marianne Fritz
  - Dessen Sprache du nicht verstehst, Suhrkamp, Frankfurt/Main 1985.
  - Naturgemäß I. Entweder Angstschweiß / Ohnend / Oder Pluralhaft, Suhrkamp, Frankfurt/Main 1996.
  - Naturgemäß II. Es ist ein Ros entsprungen / Wedernoch / heißt sie, Suhrkamp, Frankfurt/Main 1998.

### G
- Rudolf Geist
  - Der anonyme Krieg. Verlag Internationale Buchpresse, Heilbronn a.N. 1929.
- Maurice Genevoix
  - Sous Verdun (1916), Nuits de guerre (1916), Au seuil des guitounes (1918), La Boue, Les Éparges (1921)
- Jean Giono
  - Le Grand Troupeau, 1931 (dt.: Die große Herde. Deutsch von Ferdinand Hardekopf. S. Fischer, Berlin 1932).
- Ernst Glaeser
  - Jahrgang 1902, Berlin 1928.
- Joachim von der Goltz
  - Der Baum von Cléry, 1934.
  - Einst auf der Lorettohöhe, 1937.
- Robert Graves
  - Strich drunter! (engl. Good-bye to All That), Jonathan Cape, Second Impression, 1929; dt. Berlin 1930.
- Hans Grimm
  - Der Ölsucher von Duala. Ein Tagebuch, Ullstein, Berlin 1918.
- Hans Herbert Grimm
  - Schlump, Kiepenheuer & Witsch, Köln 2014; Ersterscheinung unter dem Pseudonym Emil Schulz: Schlump. Geschichten und Abenteuer aus dem Leben des unbekannten Musketiers Emil Schulz, genannt ‚Schlump‘, von ihm selbst erzählt. Kurt Wolff Verlag, Berlin 1928.

### H
- Jaroslav Hašek
  - Osudy dobrého vojáka Švejka za světové války (tschechische EA 1923, dt. Der brave Soldat Schwejk).
- Mark Helprin
  - A Soldier of the Great War 1991 (dt. Ein Soldat aus dem Großen Krieg 1991)
- Rolf Hentzschel
  - Gefangene der Festung. Athesia, Bozen 2019
- Ernest Hemingway
  - A Farewell to Arms (engl. EA 1929, dt. In einem andern Land).
  - In Another Country. Kurzgeschichte erstmals in Scribner’s Magazine 1927.
  - Now I Lay Me. 1927.
- Hermann Hesse
  - Demian

### J
- Ernst Jünger
  - In Stahlgewittern. Stuttgart 2001 (erstmals 1920).
  - Feuer und Blut, 1922.
  - Der Kampf als inneres Erlebnis. E.S. Mittler & Sohn, Berlin 1922.
  - Sturm. 1923.

### K
- Edlef Köppen
  - Heeresbericht, Horen-Verlag, Berlin-Grunewald 1930.
- Karl Kraus
  - Die letzten Tage der Menschheit, Wien 1919.
- Josef Küper
  - Vormarsch 1914. Ein Antikriegsroman. Hrsg. v. Manfred Beine (Veröffentlichungen der Literaturkommission für Westfalen Bd. 77), Aisthesis, Bielefeld 2018. ISBN 978-3-8498-1322-2

- Elfriede Kuhr

… da gibt´s ein Wiedersehn, Cover der Erstausgabe des Kriegstagebuchs von Jo Mihaly (Elfriede Kuhr)

  - …da gibt’s ein Wiedersehn! Kriegstagebuch eines Mädchens 1914–1918. Kerle, Freiburg 1982; Bertelsmann Lesering u. a. Buchclubs, 1984; wieder dtv 1986

### L
- Horst Lange
  - Ulanenpatrouille, 1940.
- Thomas Edward Lawrence
  - Seven Pillars of Wisdom (Die sieben Säulen der Weisheit), 1926.
- Alexander Lernet-Holenia
  - Der Baron Bagge, 1936.
  - Die Standarte, 1934.
- Cecil Lewis
  - Sagittarius Rising, 1936.
- Michael Landgraf
  - Felix zieht in den Krieg, Neustadt an der Weinstraße 2014, ISBN 978-3-939233-21-3.
- Emilio Lussu
  - Un anno sull’Altipiano. Paris 1938 (dt.: Ein Jahr auf der Hochebene. Wien 1968.)

### M
- Thomas Mann
  - Der Zauberberg
- Frederic Manning
  - The Middle Parts of Fortune. 1929.
- William Somerset Maugham
  - Ein Abstecher nach Paris. Scherz Verlag, Bern 1967 (engl.: Ashenden. Or the British Agent, Heinemann, London 1928; Doubleday Doran in New York 1928)

- Alexander Philipp Mayer:

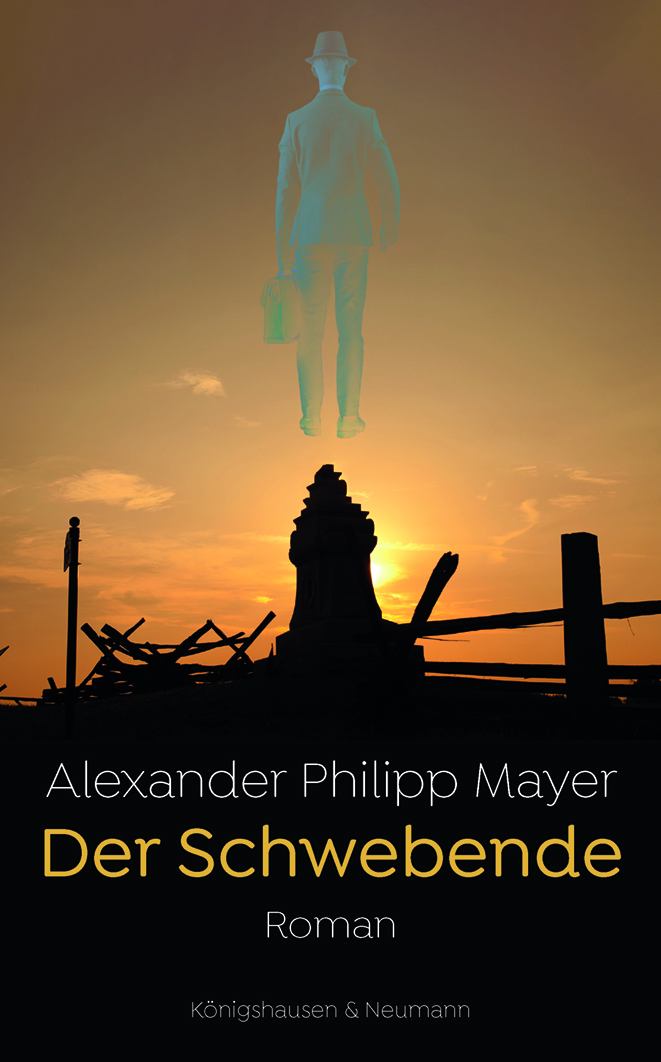
„Der Schwebende“ von Alexander Philipp Mayer

  - Der Schwebende. Königshausen & Neumann, Würzburg 2023, ISBN 978-3-8260-7962-7 bzw. ISBN 978-3-8260-7963-4 (E-Book).
- Jo Mihaly, siehe Elfriede Kuhr
- Lucy Maud Montgomery
  - Rilla Of Ingleside (deutsch: Anne und Rilla). 1921.
- Guido Morselli
  - Contro-passato prossimo (deutsch: Licht am Ende des Tunnels), 1975.
- Ralph Hale Mottram
  - The Spanish Farm. Romantrilogie (deutsch: Der spanische Pachthof). 1924–1926.
- Robert Musil
  - Die Amsel

### O
- Carl August Gottlob Otto
  - Im Osten nichts Neues, Sanitas-Verlagshaus, Zirndorf 1929.
- Wilfred Owen: Gedichte[1]
  - Poems (1920), 23 Gedichte
  - The Poems of Wilfred Owen (1931), 42 Gedichte
  - The Collected Poems of Wilfred Owen (1963)

### P
- Boris Leonidowitsch Pasternak
  - Doktor Schiwago, Mailand 1957.
- Jean Paulhan
  - Le Guerrier appliqué, 1917.
- Pat Barker
  - Niemandsland. Hanser 1997, (amerik. Original: Regeneration), Penguin 1992
- Theodor Plievier
  - Des Kaisers Kulis. Roman der deutschen Kriegsflotte, Malik-Verlag, Berlin 1930.
- Richard Powers
  - Drei Bauern auf dem Weg zum Tanz. (im amerik. Original Three Farmers on Their Way to a Dance, Beech Tree/Morrow, New York 1985; Deutsche Erstausgabe: S. Fischer Verlag, Frankfurt am Main 2011.)
- Marcel Proust
  - Die wiedergefundene Zeit, Band 7 von Auf der Suche nach der verlorenen Zeit, 1927.

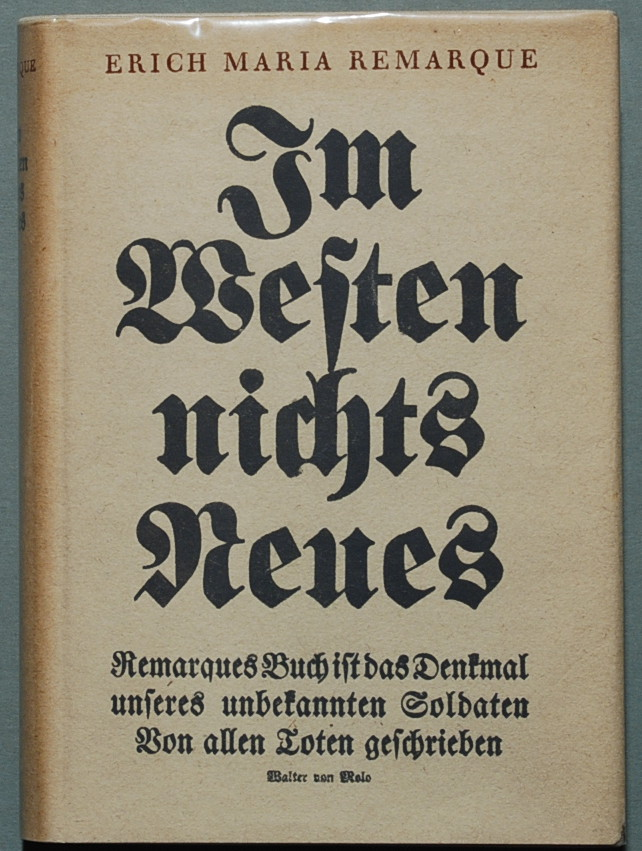
Im Westen nichts Neues, Roman von Erich Maria Remarque, erschienen 1929.

### R
- Robert von Ranke-Graves
  - Goodbye to all that 1926 (dt. Strich drunter!, 1929)
- John Reith
  - Wearing Spurs. 1966.
- Erich Maria Remarque
  - Im Westen nichts Neues, 1929.
  - Der Weg zurück. 1931.
- Ludwig Renn
  - Krieg, 1928.

- Frank Richards
  - Old Soldiers Never Die. 1933.
- Dominik Richert

Dominik Richert: Beste Gelegenheit zum Sterben, autobiografische Aufzeichnungen aus dem Krieg, 1989 postum veröffentlicht.

  - Beste Gelegenheit zum Sterben. Meine Erlebnisse im Kriege 1914–1918., 1989.
- Manfred von Richthofen
  - Der rote Kampfflieger, 1917.
- Joseph Roth
  - Radetzky-Marsch, 1932.

### S
- Siegfried Sassoon
  - The Old Huntsman (1917)
  - Counter-Attack (1918)
  - Satirical Poems (1926)
- Adam Scharrer
  - Vaterlandslose Gesellen. Das erste Kriegsbuch eines Arbeiters, Agis-Verlag, Wien/Berlin 1930.
- Peter Schmitz
  - Golgatha. Ein Kriegsroman. Eupen 1937.
- Alexander Solschenizyn
  - unvollendeter Romanzyklus Das rote Rad, bestehend aus den Romanen August Vierzehn (1971), November Sechzehn (1985), März Siebzehn (1987) und April Siebzehn (1991).
- Hans Surén
  - Kampf um Kamerun. Scherl, Berlin 1934.

### T
- Adrienne Thomas (Pseudonym von Hertha Strauch)
  - Die Katrin wird Soldat (EA 1930).

### U
- Fritz von Unruh
  - Opfergang. 1919.

### V
- Georg von der Vring
  - Soldat Suhren, Berlin, J.M.Späth, 1927.

### W
- Josef Magnus Wehner
  - Sieben vor Verdun, München, Albert Langen-Georg Müller, 1930
- H.G. Wells
  - The War that will end War, London, F.& C. Palmer, 1914
- Philipp Witkop
  - Kriegsbriefe deutscher Studenten, 1915.

### Z
- Arnold Zweig
  - Romanzyklus Der große Krieg der weißen Männer, bestehend aus den (nicht in der chronologischen Anordnung des Zyklus erschienenen) Romanen Die Zeit ist reif (1957), Junge Frau von 1914 (1931), Erziehung vor Verdun (1935), Der Streit um den Sergeanten Grischa (1927), Die Feuerpause (1954), Einsetzung eines Königs (1937). (Ein von Zweig geplanter Schlussroman ist nicht mehr erschienen.)
- Stefan Zweig
  - Der Zwang, Insel-Verlag, Leipzig 1920.
  - Buchmendel. In: Vier Erzählungen. (Die unsichtbare Sammlung. Episode am Genfer See. Leporella. Buchmendel). Insel-Verlag, Leipzig 1929.

## Lyrik

### A
- Richard Aldington
  - Trench Idyll
  - In the Trenches
- Guillaume Apollinaire
  - Les Calligrammes. Poèmes de la paix et de la guerre (1913–1917), 1918.
- René Arcos
  - Le sang des autres, Genève : Kundig, 1918

### B
- Johannes R. Becher
  - An Europa. Neue Gedichte. Kurt Wolff Verlag, Leipzig 1916
- Rudolf G. Binding
  - Ausbruch. 1922.
- Laurence Binyon
  - For the Fallen
- Edmund Blunden
  - Third Ypres
  - Preparation for Victory
  - Illusions
  - Trench Raid near Hooge
  - The Welcome
  - Reunion in War
  - The Watchers
  - Report on Experience
- Bertolt Brecht
  - Legende vom toten Soldaten, 1917/18.
- Karl Bröger
  - Kamerad, als wir marschierten. 1916.
  - Soldaten der Erde. 1918.
  - Flamme. 1920.
- Rupert Brooke
  - 1914
    - I Peace
    - II Safety
    - III The Dead
    - IV The Dead
    - V The Soldier

### C
- May Wedderburn Cannan
  - Lamplight
- Blaise Cendrars
  - La Guerre au Luxembourg. Avec 6 dessins de Moïse Kisling, 1916.
- Margaret Cole
  - The Falling Leaves
  - Afterwards
  - Præmaturi
  - The Veteran

### D
- Richard Dehmel
  - Kriegs-Brevier, 1917.
- Pierre Drieu la Rochelle
  - Interrogation, 1917

### E
- Heinz Elmann
  - Das Leichenfeld. Kriegsverse 1915–1918. Steinklopfer-Verlag, Fürstenfeldbruck 1957.
- Gerrit Engelke
  - Rhythmus des neuen Europa. 1921.

### F
- Lion Feuchtwanger
  - Lied der Gefallenen
- Walter Flex
  - Im Felde zwischen Nacht und Tag. C.H. Beck, München 1917.
- F. S. Flint
  - Lament
- Ford Madox Ford
  - That Exploit of Yours
- Johannes CS Frank (Hrsg.):
  - „Die Erbärmlichkeit des Krieges. Gesammelte Gedichte von Wilfred Owen.“ Verlagshaus J. Frank, Berlin 2014.

### G
- Stefan George
  - Der Krieg. 1917.
  - Einem jungen Führer im ersten Weltkrieg. 1921.
- Ivan Goll
  - Requiem. Für die Gefallenen Europas. 1917.
- Robert Graves
  - Recalling War
  - Over the Brazier (Gedichtband)
  - Fairies and Fusiliers (Gedichtband)
- Ivor Gurney
  - Severn and Somme (Gedichtsammlung, 1917)
  - War’s Embers (Gedichtsammlung, 1919)
  - Strange Hells
  - To His Love
  - The Silent One
  - Butchers and Tombs
  - Strange Service
  - Bach and Sentry
  - Pain
  - De Profundis
  - Photographs
  - To the Prussians of England

### H
- Thomas Hardy
  - Channel Firing

### J
- Max Jacob
  - Le Cornet à dés, 1917
- Pierre Jean Jouve
  - Vous êtes des hommes
  - Poème contre le grand crime
  - Danse des morts 1917

### K
- Erich Kästner
  - Primaner in Uniform. 1929.
  - Fantasie von übermorgen. 1929.
- Rudyard Kipling
  - My boy Jack. 1915.
- Theodor Kramer
  - Der Zehnte. 1929.
  - Der Heimgekehrte. 1929.
- Karl Kraus
  - Mit der Uhr in der Hand
  - Der Zeuge

### L
- Else Lasker-Schüler
  - Georg Trakl

- Heinrich Lersch
  - Herz, aufglühe dein Blut – Kriegsgedichte eines Arbeiters. 1916.
- Ernst Lissauer
  - Hassgesang gegen England

### M
- Frederic Manning
  - Grotesque
- John McCrae
  - In Flanders Fields, verfasst am 3. Mai 1915.
- Charlotte Mew
  - The Cenotaph
- Alice Meynell
  - Summer in England, 1914
- Gerhard Moerner
  - Aus dem Felde, 1918

### N
- Otto Nebel
  - Zuginsfeld, 1918 (zwischen 1920 und 1923 in der Zeitschrift Der Sturm in Fortsetzungen veröffentlicht).

### O
- Wilfred Owen
  - Dulce et Decorum est, entstanden 1917, erstmals veröffentlicht 1920.
  - Anthem for Doomed Youth
  - Smile, Smile, Smile
  - Insensibility
  - The Dead-Beat
  - Greater Love
  - Futility
  - Disabled
  - The Show
  - Arms and the Boy
  - The Send-off
  - The Sentry
  - Strange Meeting
  - Exposure
  - Spring Offensive
  - Conscious
  - Apologia pro Poemate Meo
  - Wild with all Regrets
  - The End

### P
- Kurt Pinthus
  - (Hrsg.:) Menschheitsdämmerung, Symphonie jüngster Dichtung. 1920.

### R
- Herbert Read
  - A Short poem for Armistice Day
- Edgell Rickword
  - The Soldier Address his Body
- Rainer Maria Rilke
  - Fünf Gesänge, entstanden Anfang August 1914.
- Isaac Rosenberg
  - August 1914
  - Break of the Day in the Trenches
  - Dead Man’s Dump

### S
- Siegfried Sassoon
  - Died of Wounds
  - The Hero
  - Counter-Attack
  - Attack
  - How to Die
  - Lamentations
  - Does it Matter?
  - Suicide in the Trenches
  - Glory of Women
  - Banishment
  - The Death-Bed
  - Enemies
  - The Redeemer
  - Repression of War Experience
  - Stretcher Case
  - Trench Duty
  - A Working Party
- René Schickele
  - Erster August 1914
  - Lösung
- Charles Sorley
  - When you see millions of mouthless dead
  - Two Sonnets
- Jon Stallworthy (Hrsg.)
  - The war poems of Wilfred Owen. Chatto & Windus, London 1994.
- Ernst Stadler
  - Der Aufbruch, 1914 (Gedichtesammlung).
- August Stramm 1915 (posthum 1919 veröffentlicht).
  - Wecken
  - Schlachtfeld
  - Wunde
  - Vernichtung
  - Die Himmel wehen
  - Werttod
  - Signal
  - Sturmangriff
  - Abend
  - Gefallen
  - Frostfeuer
  - Wacht
  - Krieg
  - Schrapnell
  - Feuertaufe
  - Angriff
  - Triebkrieg
  - Abend
  - Patrouille
  - Urtod
  - Schrei
  - Haidekampf
  - Frage
  - Traumig
  - Granaten
  - Zagen
  - Kriegesgrab
  - Kampfflur
  - Wache

### T
- Paul Therstappen
  - Der Reiter vor Verdun
- Edward Thomas
  - Rain
  - In Memorian
  - There is No Case of Petty Right or Wrong
  - Tears
  - The Cherry Trees
  - The Owl
- Kurt Tucholsky
  - Drei Minuten Gehör! 1922.
- Georg Trakl
  - Grodek. 1914.

### U
- (Unbekannt)
  - In Flandern reitet der Tod. 1917.

### V
- Emile Verhaeren
  - Les Ailes rouges de la guerre, 1919

### W
- Josef Winckler
  - Mitten im Weltkrieg. 1915.
  - Ozean. 1917.
  - Der Irrgarten Gottes. 1922.

### Z
- Paul Zech:
  - Das Terzett der Sterne. 1920.

## Dramen
- Bertolt Brecht: Trommeln in der Nacht. 1922.
- Reinhard Goering: Seeschlacht. Tragödie. 1917.
- Sigmund Graff: Carl Ernst Hintze: die endlose Straße. 1930.
- David Haig: My Boy Jack. 1997.
- Walter Hasenclever: Antigone. Tragödie. 1917.
- Karl Kraus: Die letzten Tage der Menschheit. Drama. 1918/19.
- Ernst Toller: Die Wandlung. 1919.
- Ernst Toller: Hinkemann. 1923.
- Fritz von Unruh: Ein Geschlecht. Tragödie. 1917.
- Friedrich Wolf: Die Matrosen von Cattaro. 1930.

## Comics
Der französische Comiczeichner Jacques Tardi setzt sich in mehreren seiner Werke mit dem Ersten Weltkrieg auseinander. Dabei legt er den Schwerpunkt auf die Gräuel und Erlebnisse der einfachen Soldaten in den Schützengräben.
- Jacques Tardi: Grabenkrieg. Edition Moderne, Zürich 2002, ISBN 3-907055-59-4.
- Didier Daeninckx, Jacques Tardi: Soldat Varlot. Edition Moderne, Zürich 2001, ISBN 3-907055-45-4.

## Erinnerungen, Memoiren, Autobiografisches
- Ludwig Deppe, Mit Lettow-Vorbeck durch Afrika. Scherl, Berlin 1919.
- Rifat Gozdovic
  - Im blutigen Karst. Erinnerungen eines österreichischen Offiziers aus dem Kriegsjahr 1914. Thienemann, Stuttgart 1915.
  - Am Col di Lana. Erinnerungen aus dem Kriegsjahr 1915. Thienemann, Stuttgart 1916.
- Paul von Lettow-Vorbeck, Meine Erinnerungen aus Ostafrika. Koehler, Leipzig 1920.
- Felix Graf von Luckner, Seeteufel: Abenteuer aus meinem Leben. Koehler, Leipzig 1921.
- Erich Ludendorff, Meine Kriegserinnerungen 1914–1918, 1919.
- Gunther Plüschow, Die Abenteuer des Fliegers von Tsingtau: meine Erlebnisse in drei Erdteilen. Ullstein, Berlin 1916.
- Heinrich Schnee, Deutsch-Ostafrika im Weltkriege. Wie wir lebten und kämpften. Quelle und Meyer, Leipzig 1919.
- Michael von Taube, Der großen Katastrophe entgegen, Erinnerungen, 1929.
- Marina Yurlova, Kosak Maria. Erinnerungen einer Frontkämpferin aus Krieg und Revolution. (Cossack Girl Macaulay, New York 1934, OCLC 1198632).

### Deutsch
Über den Ersten Weltkrieg
- Alexander Honold: Einsatz der Dichtung. Literatur im Zeichen des Ersten Weltkriegs. Vorwerk 8, Berlin 2015, ISBN 978-3-940384-65-2.
- Geert Buelens: Europas Dichter und der Erste Weltkrieg. Aus dem Niederländischen von Waltraud Hüsmert. Suhrkamp, Berlin 2014, ISBN 978-3-518-42432-2.
- Matthias Steinbach (Hrsg.): Mobilmachung 1914. Ein literarisches Echolot. Reclam, Stuttgart 2014, ISBN 978-3-15-020287-6.
- Bernhard Wenzl: Idealisten und Pazifisten. , in Wiener Zeitung vom 1. November 2014. Digitalisat
- Günter Helmes: Der Erste Weltkrieg in Film und Literatur. Entwicklungen, Tendenzen und Beispiele. In: Waltraud Wende (Hrsg.): Krieg und Gedächtnis – Ein Ausnahmezustand im Spannungsfeld kultureller Sinnkonstruktionen. Königshausen & Neumann, Würzburg 2005, S. 121–149. ISBN 3-8260-3142-3.

- Thomas Anz, Joseph Vogl (Hrsg.): Die Dichter und der Krieg. Deutsche Lyrik 1914–1918. Reclam, Stuttgart 2004, ISBN 978-3-15-019255-9.
- Thomas F. Schneider, Hans Wagener (Hrsg.): Von Richthofen bis Remarque. Deutschsprachige Prosa zum I. Weltkrieg (= Amsterdamer Beiträge zur neueren Germanistik Band 53). Rodopi, Amsterdam 2003.

Allgemeine Nachschlagewerke
- Ralf Schnell: Geschichte der deutschen Lyrik. Band 5: Von der Jahrhundertwende bis zum Ende des Zweiten Weltkriegs. Reclam, Stuttgart 2013, ISBN 978-3-15-018892-7.
- Kurt Rothmann: Kleine Geschichte der deutschen Literatur. Reclam, Stuttgart 2009, ISBN 978-3-15-010707-2.
- Helmut Kreuzer, Ingrid Kreuzer (Hrsg.): Deutsche Gedichte zwischen 1918 und 1933. Reclam, Stuttgart 1999, ISBN 3-15-009711-8.
- Kindlers Literatur Lexikon, 8 Bände, Zweiburgen Verlag, Weinheim 1981.
- Herbert A. Frenzel, Elisabeth Frenzel: Daten deutscher Dichtung. Band 2: Vom Realismus bis zur Gegenwart. Deutscher Taschenbuchverlag, München 1981, ISBN 3-423-03004-6, (langjähriges, wenngleich problematisches Standardwerk).

### Englisch
- Harry Rickets: Strange Meetings – The Poets of the Great War. Chatto & Windus, London, 2010. ISBN 978-0-7011-7271-8.
- Rachel Dicksen: Whitechapel at war : Isaac Rosenberg & his circle. Ben Uri Gallery, The London Jewish Museum of Art, London 2008, ISBN 978-0-900157-09-7.
- Jean Moorcroft Wilson: Isaac Rosenberg: A New Life: The Making of a Great War Poet. Weidenfeld & Nicolson, 2008, ISBN 978-0-297-85145-5.
- Isaac Rosenberg, Jean Liddiard: Selected Poems and Letters. Enitharmon Press, 2004, ISBN 1-900564-89-0.
- Isaac Rosenberg, Wilfred Owen: Poets of World War I: Comprehensive Research and Study Guide. Chelsea House Publishers, 2002, ISBN 0-7910-5932-4.
- Penguin Books (Hrsg.): Poems of the Great War: 1914–1918. Penguin Books, 1998, ISBN 978-0-14-118103-5.

### Französisch
- Antoine Compagnon (éd.): La Grande Guerre des écrivains. D'Apollinaire à Zweig., Éditions Gallimard, Paris 2014, ISBN 978-2-07-045457-0.
- Guillaume Picon (éd.): Poèmes de poilus. Anthologie de poèmes français, anglais, allemands, italiens, russes 1914–1918. Points, Paris 2014, ISBN 978-2-7578-4164-8.